# سكونثورب (دائرة انتخابية في المملكة المتحدة)
سكونثورب (بالإنجليزية: Scunthorpe)‏ هي إحدى الدوائر الانتخابية في المملكة المتحدة الممثلة في مجلس العموم في برلمان المملكة المتحدة.
عضو البرلمان الذي يمثلها حالياً هو :Rt Hon Elliot Morley (Lab).